# Fact-Extraction
Fact-Extraction bzw. Faktenextrahierung ist das Bestreben, bei der automatischen Zusammenfassung von Texten mit Hilfe von Techniken der Computerlinguistik einen kohärenten neuen Text zu schaffen. 
Sie ist damit Teil der Text-Extraction, eines Spezialgebiets des Data-Mining.
Anders als bei der Text-Extraction werden hier nicht aus der Erkenntnis über Schlüsselphrasen (Keyphrases) rein formale, damit u. U. unverständliche Zusammenfassungen ermittelt.
Die mit Hilfe der Fact-Extraction gewonnenen Erkenntnisse über die Inhalte eines Textes werden als Grundlage für die Generierung eines ganz neuen, wesentlich kürzeren Textes verwendet. Dieser ist dann die Zusammenfassung des Originaltextes und wird in der Regel als Abstract bezeichnet.
Die so produzierten Zusammenfassungen sind zwar meist zusammenhängend, aber dieser Ansatz erfordert umfangreiche Wissensbasen und seine Leistungsfähigkeit ist abhängig von der jeweiligen Textsorte.